# Други кинеско-јапански рат
Под појмом Други јапанско-кинески рат подразумијева се војна инвазија Јапана на Кину, као и војне операције ширих размјера јапанске војске на територију Кине. Инвазија је почела 7. јула 1937. и трајала до 9. септембра 1945. године. Често се повезује са ратом на Пацифику, те након уласка САД у рат против Јапана 7. децембра 1941. године као дио Другог свјетског рата.
У Народној републици Кини и Тајвану сукоб се назива Рат против Јапана (кин: 抗日戰爭-抗日战争-кàнгрì зхàнзхēнг), али такође и Рат отпора (кин: 抗戰-抗战-кàнгзхàн). У Јапану рат се назива Јапанско-кинески рат (јап. 日中戦争 - Ниццхū Сенсō), али и ХЕИ, Операција Ц или Инвазија на Кину.

## Историјски узроци
Након Првог јапанско-кинеског рата 1894-95. године Јапан је припојио Кореју, док је Тајван постао јапанска колонија. Тежња Јапана за проширењем на Манџурију, регију богату сировинама, довела је до сукоба са Русијом 1904. године у Руско-јапанском рату, који је Јапан добио, те се тиме Русија морала повући из Манџурије. Јапан гради железницу, штитећи је са Гуандонг армијом стационираном у Кини, те железницом транспортује сировине у правцу Кореје.
Светском привредном кризом 1929. године јапанска је привреда тешко погођена, па излаз из кризе јапански политичари и војни стручњаци виде у јачању колонијалне политике Јапана у правцу Манџурије. Као разлог за окупацију Манџурије, Јапан налази наводно дизање у ваздух дела јужноманџурске пруге код града Мукден. Пруга је минирана од стране тајних агената Армије Гуандонг Доихара Кењиа и Амакасу Масахикоа, и требало је да послужи као оправдани разлог за окупацију. Организованог отпора према јапанској војсци од стране кинеске армије није било, јер су се у то вријеме водиле борбе у кинеском грађанском рату између Куоминтанга и Комунистичке партије Кине. Осим појединачног отпора локалног становништва, јапанске трупе су брзо заузеле Манџурију и формирале марионетску државу Манџукуо. Тиме се јапанска војска потпуно командно и политички одвојила од јапанске скупштине и самовољно преузимала власт у Манџукуоу, а тиме и јачала своју улогу у унутрашњој политици Јапана.
Одлука Кине о подизању трговинског бојкота према Јапану доводи до смањења јапанског извоза на једну шестину и заоштравања службених односа двију држава. Такође инцидент у којем су 1932. године у Шангају пет јапанских монаха озлијеђени, од којих је, због посљедица, један монах умро, доводи до медијских пропагандних акција јапанске владе, што кулминира нападом и бомбардовањем Шангаја 28. јануара, у којем је по процјенама погинуло 18.000 Кинеза, а 240.000 их је остало без крова над главом. Тиме је Јапан приморао Кину на укидање трговинског бојкота, а у Шангају се формира демилитаризована зона. У мају 1933. године обе стране потписују примирје, које Јапанци не поштују и заузимају провинције Жехе и Чахар. 1935. године Кина је принуђена на стварање зоне раздвајања између Кине и Манџукуоа, у којој Јапанци формирају колаборационистичку армију Источног Хопеја, а 1936. године Јапан заузима Унутрашњу Монголију.
Протестом Друштва народа због јапанских акција долази до схватања држава чланица Лиге о немогућности спречавања војних сукоба и иступања Јапана из организације, те тиме долази само до даљег ширења јапанских војних акција на подручју Кине.
Године 1936. Јапан потписује са немачким Трећим рајхом Пакт против Коминтерне, који је био усмерен против комунистичке интернационале. Пакту приступа 1937. године Италија, а за вријеме Другог свјетског рата и још неке земље и владе. Пакт је имао више симболичко значење, те ће касније прерасти у Тројни пакт, политичку и војну сарадњу ових трију држава.
Због све учесталијих напада на кинеско цивилно становништво, очекивало се од кинеског генералисимуса Чанг Кај Шека, тада најутицајније особе у Кини, организовање отпора према Јапану. Но, Чанг Кај Шека се одлучује на борбу против комуниста, за које је сматрао да су већа опасност за Кину него Јапанци, мада му се и приписује пасивност и сарадња са јапанским трупама. Тек отмицом од стране официра Џанг Сјуељанга и Јанг Хученга, Чанг Кај Шек је потписао примирје са јединицама Комунистичке партије, те заједно стварају фронт и отпор према јапанској војсци.

## Хронологија рата

### 1937.
Дана 7. јула 1937. године долази до инцидента на Мосту Марка Пола, директног оружаног сукоба кинеске и јапанске војске, који је означио почетак Другог јапанско-кинеског рата. Инцидент се догодио 15 км југозападно од градског језгра Пекинга, на мосту преко ријеке Јунгдинг. Није доказано да су јапанске трупе испровоцирале напад. Након покушаја стварања примирја два дана након избијања сукоба, јапанске снаге захтијевају од кинеске армије испуњавање услова који би тиме спријечили даље продирање Јапанаца према Пекингу. Преговори не успијевају и већ 25. јула јапанске јединице нападају Пекинг и у бици за Пекинг, која траје до 31. јула 1937. године, јапанска војска заузима главни кинески град. Јапанска војска вјерује у брзу побједу у рату, мада кинеска војска већ у бици за Шангај пружа јак отпор. Око 200.000 јапанских војника и непознат број кинеских војника водили су битку са великим губицима. Губици на страни Куоминтанга су били готово трећина од свих борбено способних војника. Тек искрцавањем јапанске 10-е армије у заливу Хангчоу половином новембра кинеска се војска повлачи из Шангаја, те јапанска војска тиме добија битку.
Дана 5. новембра 1937. године јапанска влада предлаже примирје под условом да Кина прихвати принципе из 1934. године, предложене од јапанског министра спољних послова Хирота Кōкија:
1. Обустављање свих противјапанских акција,
2. Признавање Манџукуоа од стране Кине, као и одржавање пријатељских односа између Манџукуоа, Кине и Јапана,
3. Заједничка борба против комунизма.

Куоминтанг у почетку одбија понуђене захтјеве, мада касније мијења мишљење, али тек 2. децембра. Јапанске су трупе у то вријеме већ заузеле Шангај и кинеска се војска повлачи, тако да је јапанска влада поред наведених захтјева навела још захтјев за демилитаризацијом сјеверне Кине и Унутрашње Монголије, плаћање одштете и изградњу политичких структура за заједнички живот и сарадњу између Манџукуоа, Кине и Јапана. Ови су захтјеви одбијени од кинеске владе.
Под вођством Мао Цедунга Комунистичка партија Кине се повлачи у Дугом маршу 1935. године према Јанану, где је изградила војну базу за обуку војника, као и тзв. противјапански универзитет за идеолошко школовање под утицајем Мао Цедунгове стратегије. За разлику од класичне комунистичке стратегије, Мао се залаже за сарадњу са земљопосједницима и средњом класом. Благим реформама придобија и сиромашни дио становништва, те тиме попуњава и проширује јединице војске. Мао се одлучује за герилски рат против Јапана, на који јапанска војска одговара разарањем села и масовним убијањем припадника Комунистичке партије. За разлику од јединица Комунистичке партије, у јединицама Куоминтанга владала је корупција на свим нивоима. Нестајало је оружје и храна, што је доводило до пада борбеног морала и слабе борбене готовости.
Јапанска војска 8. децембра долази до Нанкинга, тада главног града Куоминтанга. Лецима опкољеним војницима и становницима Нанкинга, јапанска војска позива на предају. Град бомбардују данима готово без прекида. Четири дана касније, 12. децембра у 17 сати заповједник одбране града издаје наређење о повлачењу војника из опкољеног града. Војници у паници одбацују оружје и униформе, сукобљавајући се са цивилима од којих отимају цивилна одијела да би избјегли одмазду. Заједно са војницима цивили покушавају побјећи из града, те једини излаз виде у пријелазу ријеке Јангцекјанг. У малим претрпаним чамцима прелазећи ријеку утопило се неколико хиљада људи у хладној ријеци. 13. децембра јапанска војска заузима Нанкинг. У наредне три седмице јапанска војска у тзв. масакру у Нанкингу масакрира 300.000 кинеских цивила и војника пресвучених у цивилна одијела. Чанг Кај Шек пребацује управу у град Чунгкинг. Град је под контролом наоружаних банди, тако да Куоминтанг тешко успоставља власт и одбрану града. Након вишедневног бомбардовања града од стране јапанске авијације, кинеска војска уз помоћ совјетских војника успоставља успјешну ваздушну одбрану. Недуго након тога кинеска авијација је повремено бомбардовала јапанске трупе и Тајван.

### 1938.
Због слабости кинеске привреде и неразвијености кинеске војске ослабљене у грађанском рату, кинески се заповједници одлучују на стратешко повлачење већих војних јединица дубоко у позадину. Истовремено вршила се демонтажа и транспорт индустријских погона у позадину. Војне акције су се сводиле на оружане сукобе мањих размјера, чекајући на реорганизацију војних трупа у позадину, као и војну помоћ САД. 1938. године долази до организовања тзв. тактике магнетног рата, којом кинеске трупе остварују мање побједе. Тактика се своди на привлачење јапанских јединица у подручја која су погоднија за напад и имају предност за бржим повлачењем у случају неуспјеха.
У јануару 1938. године јапанска влада, након неуспјеха у преговорима, доноси одлуку о потпуном уништењу кинеске националне владе. Јапан подузима офанзиву у правцу града Вухан. У првој фази било је потребно заузети важније жељезничке чворове на сјеверу. Нападом на град Сјуџоу, важно жељезничко чвориште, јапанске трупе покушавају заузети гарнизон Тајерџуанг. У борби за Тајерџуанг гине, по кинеским изворима, 30.000 јапанских војника. Ова се битка сматра првим већим поразом Јапана у рату. Већ у другом нападу јапанска војска 19. маја заузима град, али мит о непобједивости Јапана је тиме уништен. Недуго након тога Јапанци освајају Сјуџоу у бици за Сјуџоу. Пораз је навео јапанску владу у априлу 1938. године до одлуке о мобилизацији и још већем ангажовању војске у Кини.
Дана 9. јуна 1938. године генералисимус Чанг Кај Шек наређује рушење брана на Жутој ријеци, чиме би се поплавиле велике површине, сматрајући да ће тиме зауставити јапанско продирање. Због неинформисања кинеског цивилног становништва погинуло је око 890.000 Кинеза, 4.000 села и 11 градова су уништени, а 12 милиона Кинеза су постали бескућници. Тиме се мијења и природни ток ријека, а јапанска се офанзива одгађа само за неколико мјесеци.
Са великим губицима Јапанци су заузели 25. октобра Вухан. Недуго након тога заузимају Гуангџоу без већег отпора. Тиме се јапански генералштаб, услијед слабе процјене кинеске војне тактике, надао скорој побједи над кинеском армијом.

### 1939.
Војне операције јапанске војске у 1939. години своде се на покушаје да се, заузимањем приобалног дијела Кине и већих острва, Кина одвоји од Француске Индокине и Бурме, те се тиме онемогући допрема војног материјала и оружја (Операција Хајнан у марту 1939. године). Од половине марта до маја водиле су се борбе за Нанчанг, и то је уједно била прва већа битка између јапанске војске и Националне револуционарне армије Кине, након пораза у бици код Вухана. Циљ је био освојити подручја која су била под контролом Куоминтанга и тиме обезбиједити неометано транспортовање материјала и војне опреме према југоисточним провинцијама. Заузимањем Нанчанга Јапанци су искључили кинеску авијацију која је у том дијелу имала значајну војну базу. У борбама је учествовало преко 200.000 јапанских војника, подржаних авијацијом, артиљеријом и тенковима. Кинеска се војска са око 120.000 војника повукла преко ријеке Xјушуи, те је након првог пораза, поново у априлу, покушала без успјеха заузети Нанчанг. Тиме је пут према Индокини Јапану био отворен. Даљом офанзивом јапанска војска заузима градове Суејџоу и Шантоу. У септембру Јапанци продиру према средишту јужнокинеске провинције Хунан, нападајући град Чангша. Битке за Чангша су трајале до октобра и кинеска се војска морала повући сјеверно од града. Реорганизацијом трупа Кинези се успијевају вратити и готово заузети град, али употребом бојних отрова јапанска војска им наноси велике жртве и Чангша не успијевају заузети. Усљед великих губитака јапанска се војска повлачи према сјеверу.

### 1940.
Јапанска влада увиђа немогућност управљања Кином, те у марту 1940. године проглашава марионетску владу са Вангом Ђингвејом, пребјеглим генералом војске Куоминтанга, који је дезертирао из Цхонгqинга 18. децембра 1938. године. Влада је због злочина јапанске војске међу кинеским становништвом била прилично неомиљена. Борбе су се 1940. године водиле на свим ратиштима, без већих успјеха за обје стране. Источни дио Кине налазио се под влашћу Јапана, а остатак Кине је био подијељен између Куоминтанга и Комунистичке партије Кине. Јапанска офанзива на провинцију Гуангxи трајала је од новембра 1939. до новембра 1940. године и имала за циљ заузимање правца према Бурми и Вијетнаму. Војне операције су се водиле и у сјеверној провинцији Суиyуан, у бици за Wуyуан, средишњој провинцији Хубеи битком за Заоyанг-Yицханг, офанзивном акцијом Црвене армије Кине названом офанзива стотину регименти на подручју сјеверне Кине, у којој су, између осталог, кинеске трупе заузеле стратешки важне руднике угља. Инвазија јапанске војске у сјеверном Вијетнаму у септембру 1940. године имала је за циљ пресијецање путева којима је кинеска војска добијала помоћ из Француске Индокине. Јапанска се војска сукобила са јединицама француске војске.

### 1941.
Заједнички фронт између Куоминтанга и комуниста распада се 1941. године, а Јапанци не успијевају одсјећи Цхонгqинг освајањем Бурме, те помоћ Кини долази из правца Индије преко Ассама. САД су на почетку рата биле неутралне, али након извјештаја о ратним злочинима у Нанкингу и потапања америчког брода топовњаче Панаy, америчка влада уводи ембарго на извоз гвожђа и нафте у Јапан, а војску Куоминтанга потпомаже са Летећим тигровима, добровољачком ескадрилом америчке авијације. Мјере су за САД биле веома важне, јер је пријетила опасност потпуног преузимања власти Јапана у Азији, слабљење позиција европских колонијалних сила Уједињеног Краљевства, Француске и Холандије, те угрожавање америчких интереса на Филипинима, који су тада били под влашћу САД. Ембарго је готово онемогућио даље напредовање Јапана у Кини, али је јапанску владу усмјерио у правцу отвореног рата са САД и напада на Перл Харбор 7. децембра 1941. године. Након напада, Кина службено објављује рат Јапану, а рат се шири на читаво подручје Тихог океана, због потреба Јапана за сировинама.
Борбе мањег интензитета воде се углавном у средишњој Кини у провинцијама Хенан, Хубеј, Ђангси и Шанси. Већа офанзива била је у септембру и октобру у бици за Чангша, покушаја јапанске војске да поново заузме град Чангша у провинцији Хунан. Јапанци нису успјели заузети град, те су изгубили око 10.000 војника. Због пораза јапанска се војска повукла са свих оближњих положаја.

### 1942.
Крајем децембра 1941. године јапанска војска почиње нову офанзиву на Чангша, која је била трећи покушај јапанске војске да заузму Чангша. У офанзиви је учествовало 120.000 војника јапанске војске, потпомогнутих авијацијом и морнарицом, против 300.000 кинеских војника Куоминтанга. Јапанске су снаге претрпјеле велике губитке и повукле су се 15. јануара 1942. године избјегавши још веће жртве, због могућег опкољавања. Исте су се године водиле битке према Бурми, које су биле потпомогнуте британским трупама. Борбе су трајале до јуна 1942. године. Амерички генерал Џозеф Стилвел именован је 1942. године за члана генералштаба војске Куоминтанга. Због знања кинеског и јапанског језика, премјештен је на ратишта Бурме и Кине. Његов циљ је био помоћи у реорганизацији кинеске војске, која би се са обновљеним трупама равноправно могла супротставити јапанској војсци. Битке су вођене и у провинцијама Ђангси и Чунгкинг.

### 1944.
Операција Ичи-го је била највећа војна кампања Другог кинеско-јапанског рата, а трајала је од априла до децембра 1944. године.   Кампања је мобилисала 500.000 јапанских војника, 100.000 коња, 1.500 артиљеријских оруђа и 800 тенкова.  Цифра од 750.000 за случај жртава националистичких кинеских снага није се односила на све мртве и заробљене, Кокс је укључио 750.000 жртава које је Кина претрпела у Ичи−го војницима који су се једноставно „истопили“ и другима који су у борби били неефикасни осим убијених и заробљених војника.
Крајем новембра 1944. Јапанци су успорили напредовање на приближно 300 миља од Чунгкинга јер су имали недостатак обучених војника и материјала. Иако је операција Ичи-Го постигла своје циљеве заузимања ваздушних база Сједињених Држава и успостављања потенцијалног железничког коридора од Манџукуоа у Ханој, то се десило прекасно да би утицало на резултат ширег рата. Амерички бомбардери у Ченгдуу пребачени су на Маријанска острва где су, заједно са бомбардерима из база у Сајпану и Тиниану, могли да бомбардују и даље мете, јапанска матична острва.
После операције Ичи−го, Чанг Кај Шек је започео план за повлачење кинеских трупа из Бурманског театра против Јапана у југоисточној Азији за контраофанзиву под називом „Бела кула“ и „Ледени човек“ против јапанских војника у Кини 1945. године.
Лош учинак Чанг Кај-шекових снага у супротстављању јапанском напредовању током операције Ичи−го постао је широко виђен као демонстрација Чангове неспособности. Непоправљиво је нарушио став Рузвелтове администрације о Чангу и КМТ. Кампања је додатно ослабила националистичку економију и државне приходе. Због све веће немогућности националиста да финансирају војску, националистичке власти су превиделе војну корупцију и шверц. Националистичка војска се све више окретала препадима села да притисну сељачке банде у службу и присиле их да марширају у одређене јединице. Отприлике 10% ових сељака је умрло пре него што су стигли до својих јединица.
До краја 1944. кинеске трупе под командом Сун Ли-ђена које су напале из Индије, и оне под Веј Лихуангом које су нападале из Јунана, удружиле су снаге у Монг-Ју, успешно протеравши Јапанце из Северне Бурме и обезбедивши пут Ледо, виталну артерију снабдевања Кине. У пролеће 1945. Кинези су покренули офанзиву којом су повратили Хунан и Гуангси. Са кинеском војском која је добро напредовала у обуци и опреми, Ведемејер је планирао да покрене операцију Карбонадо у лето 1945. како би поново заузео Гуангдонг, чиме је добио обалску луку, а одатле кренуо на север према Шангају. Међутим, атомска бомбардовања Хирошиме и Нагасакија и совјетска инвазија Манџурије су убрзали јапанску предају и ови планови нису спроведени у дело.

### 1945.
Дана 8. августа Совјетски Савез, на основу договора на Јалти, објављује рат Јапану и улази у Манџукуо са преко милион војника. Операцијом Августовска олуја совјетска Црвена армија преко Монголије напада неприпремљене јапанске војнике, који су совјетску инвазију очекивали у октобру. Истовремено Црвена армија осигурава позадинске пунктове за снабдевање за ваздушну подршку јединица и незадрживо напада на релативно огромном пространству. Након капитулације Јапана 15. августа јапански цар проглашава примирје, али совјетске трупе продиру све до средишта Манџукоа и заузимају градове Мукден, Чангчуен и Ћићихар. У исто вријеме јединице монголске војске заузимају Менгџијанг и Хохот. 18. августа совјетске трупе су се искрцале на сјевер Кореје, на полуострво Сахалин и на Курилска острва. Присуство на сјеверу Кореје доводи касније до сукоба и Корејског рата, а Сахалин и Курилска острва прелазе под суверенитет Совјетског Савеза.